# Барак-хан
О правителе Чагатайского улуса см.: Борак-хан
Барак-хан (Барак, Борак, Бурак) (умер в 1428/1429) — хан Золотой Орды в 1423—1426 и 1427—1428 годах. Внук Урус-хана и сын Койчирак-хана, возглавлял Восточный Дашт-и Кыпчак с 1419 по 1422 год.
В 1426 году, потерпев поражение от Улуг-Мухаммед-хана, он покинул престол. Был союзником мурзы Ногайской Орды Мансур бия. В процессе борьбы за власть он убил его и покинул Золотую Орду. С 1426 по 1427 годы он участвовал в войне против Улугбека за кыпчакские города. В феврале 1427 года, разгромив армию Улугбека, он начал поход в Мавараннахр. Погиб в 1428 году в битве с мурзами Ногайской Орды Гази и Наурызом. После его смерти власть в Восточном Дашт-и Кыпчаке перешла к Абулхайр-хану из династии Шибанидов, который правил страной в течение 40 лет.

## Биография

### Происхождение
Мухаммед-Барак, сын Куйурчака, сына Урус-хана, сына Бадика, сына Тимур-Ходжи, сына Уз-Тимура, сына Тукай-Тимура.

### Биография
В 1419 году Мухаммед-Барак-оглан прибыл в Самарканд ко двору мирзы Улугбека, сына Шахруха, представителей династии Тимуридов. Проведя некоторое время в Самарканде и получив помощь, включая войска, он отправился завоевывать Улус Джучи.
Барак принадлежал к линии Урусханидов, которые еще со времен противостояния Токтамыша и эмира Тимура поддерживали последнего. В 1394 году Тамерлан возвел отца Барака, Куйюрчака, на ханский трон. Однако тот вскоре был свергнут Тимур-Кутлугом и Едигеем. Эти события сделали Шахруха и его сына Улугбека, правившего в Самарканде, естественными союзниками Барака в его борьбе за власть в Улусе Джучи. Фактически, Барак стал лидером "неприсоединившихся" групп, которые вели кочевой образ жизни и не подчинялись централизованной власти.
В 1421 году борьбу за власть в Улусе Джучи начали Мухаммед, Бек-Суфи и Барак. После смерти Бек-Суфи противостояние продолжилось между Мухаммедом, Бараком и Девлет-Бирди, который стал правителем Крыма в конце того же года. К 1423 году борьба завершилась победой Барака, который утвердился в качестве правителя.

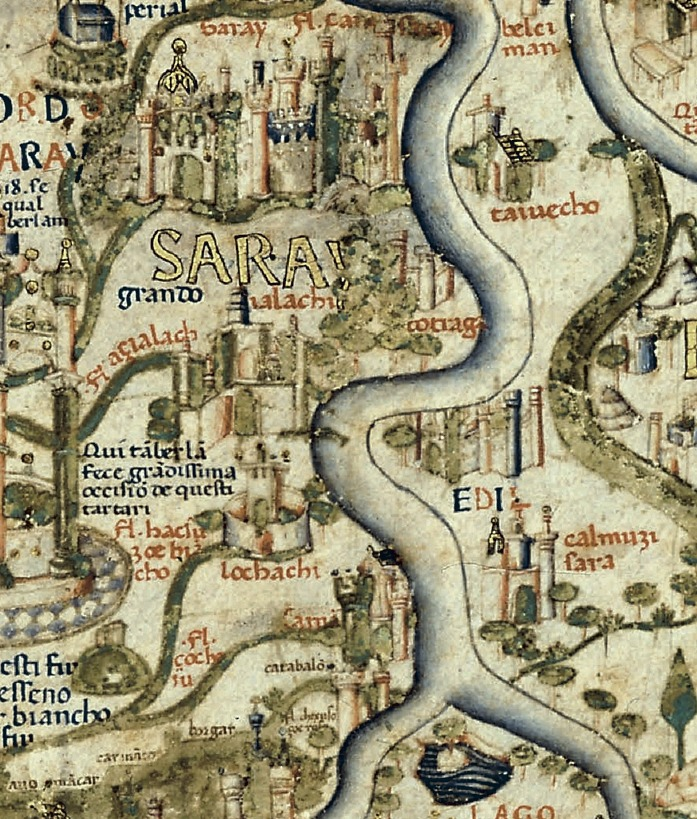
Город Сарай на карте Фра Мауро, 1459 г.

### Междоусобная война в Золотой орде
После поражения в битве на реке Илек клан Едигея оказался разгромленным. Сыновья Едыгея бежали на восток и похоронили отца на одной из вершин Улытау. Однако даже там мангытская знать не чувствовала себя в безопасности. Новым главой клана стал Мансур, который принял решение о переселении на север, в столицу Ибирь-Сибири — Чимги-Туру, находившуюся вне интересов чингизидских династий. Здесь Мансур провозгласил Хаджи-Мухаммада ханом, выполняя обещание, данное Едыгею.
После битвы на Илеке Золотая Орда окончательно распалась на несколько самостоятельных улусов. Крым оказался под властью тукай-тимурида Даулетберды. На Волге воцарился Улуг-Мухаммад, сын хана Темира. Ак-Орда перешла под контроль Урусида Барака, сына Койричак-хана и внука Урус-хана, который стал новым ханом.
В тот момент восстановление единства Золотой Орды стало невозможным. Раскол неизбежно повторялся по одним и тем же границам, что свидетельствовало о дезинтеграции. Однако правители продолжали борьбу за власть.
В апреле 1419 года Барак появился при дворе правителя Самарканда Улугбека, внука Тимура, чтобы получить официальное признание и поддержку. Улугбек согласился помочь и привел свои войска в боевую готовность. Однако помощь не понадобилась: Барак сумел добиться успеха самостоятельно. В сентябре 1420 года Барак заключил союз с шибанидами, которые признали его ханский титул.
Мангытская знать, контролировавшая Сибирь и сохранявшая привилегированное положение в Ак-Орде, также представляла угрозу для Барака. Однако в ходе переговоров стороны договорились о совместном управлении. Мансур признал легитимность Барака, который в свою очередь обладал более высоким происхождением как потомок великих ханов.
Во главе Ак-Орды фактически оказались два правителя — хан и беклярбек. Для укрепления государства были необходимы города, поэтому было принято решение о войне. В 1422 году Барак и Мансур начали кампанию на запад. Они разгромили трёх ханов — Худайдада, Улуг-Мухаммада и Даулетберды  — и заняли Сарай, временно объединив Ак-Орду и Большую Орду.
В 1423 году Барак совершил набег на русский город Одоев, но не смог его захватить из-за отсутствия осадной техники. Разграбив деревни и взяв пленников, он отступил, но князь Юрий Одоевский преследовал его и отбил пленников. Но Ускенбай К. считает, что в летописи произошла ошибка, на Одоев нападал не Барак, а Хуйдайд-хан. Этот неудачный поход подорвал авторитет Барака, хотя он продолжал удерживать власть в Сарае до 1426 года.

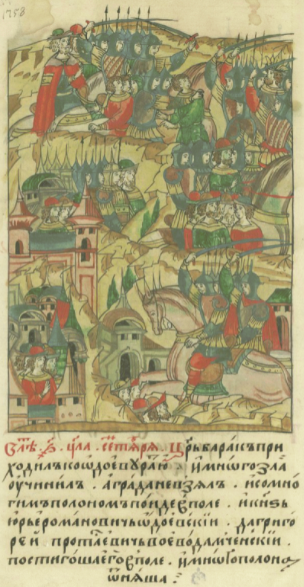
Набег Барака на Одоев

В 1426 году хан Улуг-Мухаммад, собрав новое войско при поддержке литовского князя Витовта, отбил Сарай. Барак отступил в свои владения, где вскоре произошёл конфликт с Мансуром, завершившийся его убийством. После этого Барак стал единовластным правителем Восточного Дешт-и-Кипчака.

### Хан Синей орды
Потерпев поражение от Улуг-Мухаммада, Барак-хан, вероятно стремясь компенсировать утраченные позиции на западе за счет завоеваний на востоке, вступил в конфликт со своим бывшим союзником, эмиром Мансуром. Мангытский правитель не смог оказать серьезного сопротивления и, согласно свидетельству Кадырали-бека, погиб в противостоянии с Бараком.

Для восстановления Кок-Орды Барак попытался вернуть присырдарьинские города, такие как Сыгнак. Он потребовал Сыгнак у тимуридов, заявляя, что 
«пастбище Сыгнака по закону и обычному праву принадлежит мне, так как дед мой Урус-хан проживал в Сыгнаке и воздвиг там постройку».
Однако Улугбек отверг претензии, и Барак начал активные действия
В 1426 году войско хана Барака без значительных трудностей захватило Сыгнак. В ответ на это Улугбек, стремясь восстановить территориальную целостность своего государства, собрал подкрепление из Хорасана и направил свои войска на Кок-Орду.
Несмотря на предупреждения и угрозы со стороны Барака, Улугбек недооценил своего противника. Самаркандские и хорасанские военачальники считали, что одной лишь демонстрации военной силы будет достаточно, чтобы заставить кочевников отступить в степь. Однако Барак, имея незначительные силы, неожиданно выступил навстречу войску Улугбека.
Согласно сведениям Самарканди, хан Барак, используя фактор внезапности, сумел навязать сражение на выгодной для себя местности. Холмистый рельеф скрыл манёвры ак-ордынского войска, что позволило применить классическую степную тактику, известную как тулгама. В ходе боя тимуридские военачальники, уверенные в своей победе, неожиданно подверглись нападению с тыла. Удар кочевой кавалерии полностью дезорганизовал ряды Улугбека. Армия, ранее стойко сопротивлявшаяся, быстро превратилась в беспорядочно отступающую толпу.
Тем не менее, у Барака не было достаточных сил, чтобы полностью окружить войско противника и уничтожить его. Улугбеку удалось избежать полного разгрома и отступить.
После этой победы Барак предпринял грабительский поход на территорию Мавераннахра, нанеся региону значительный ущерб. Этот эпизод стал последним военным столкновением Улугбека с Дешт-и-Кипчаком. В дальнейшем он отказался от военных походов, сосредоточившись на научной деятельности, благодаря которой вошёл в историю как выдающийся учёный.
После поражения Барака сыновья Эдиге, Гази и Науруз, находившиеся при нем, немедленно бежали на запад к Кучук-Мухаммеду. Вскоре, около 1428 года, они вернулись вместе с его войском, разгромили и убили Барака. В этом им оказали поддержку бывшие подданные Мансура. О гибели Барака в войне с «Казы-Новрузом» также упоминается в исторических источниках.

## Семья
Согласно «Муизз ал-ансаб» и «Нусрат-наме», у Барак-хана было три сына и одна дочь по имени Саадат-бегим; имена его сыновей: Мир-Сайид, Мир-Касим, Абу Сайд, «которого называют также и Джанибек». После ухода на восток от реки Итиль, потомки Барак хана уже никогда не вернутся в волжские города. Сын хана Жанибек хан и двоюродный племянник Керей хан в 1465 году основали Казахское ханство.